# Вудберн (Орегон)
Вудберн (енгл. Woodburn) град је у америчкој савезној држави Орегон.

## Демографија
По попису из 2010. године број становника је 24.080, што је 3.98 (19,8%) становника више него 2000. године.
| Група             | 2000.          | 2010.          |
| Белци             | 9.342 (46,5%)  | 9.265 (38,5%)  |
| Афроамериканци    | 90 (0,4%)      | 129 (0,5%)     |
| Азијати           | 107 (0,5%)     | 191 (0,8%)     |
| Хиспаноамериканци | 10.064 (50,1%) | 14.183 (58,9%) |
| Укупно            | 20.100         | 24.080         |